# Cantonul Dubrovnik-Neretva
Cantonul Dubrovnik-Neretva (în croată Dubrovačko-neretvanska županija) este una dintre cele 21 unități administrativ-teritoriale de gradul I ale Croației.Are o populație de 122.870 locuitori (2001). Reședința sa este orașul Dubrovnik. Cuprinde 5 orașe și 17 comune.